# Kohlscheid

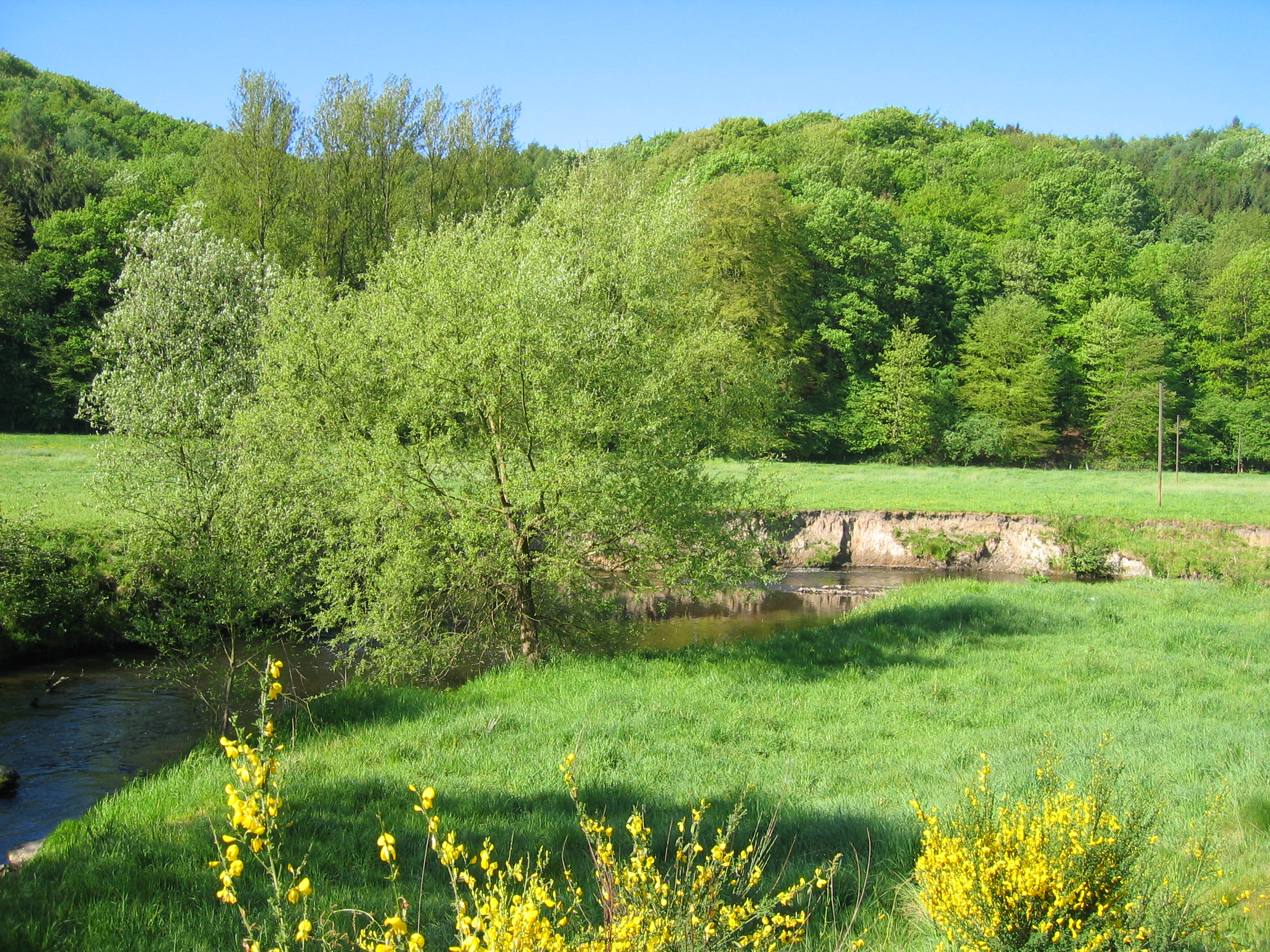
Wurm bei Kohlscheid

Kohlscheid ist ein Stadtteil von Herzogenrath in der Städteregion Aachen. Kohlscheid hat etwa 19.008 Einwohner (Stand 1. Januar 2016).

## Geschichte
Etwa um 1030 gehörte das Kohlscheider Gebiet zu den Besitzungen des Aachener Pfalzgrafen Hermann Hezelo (Richterich). Von 1140 bis 1225 war es Lehen der Grafen von Heinsberg. Die Gegend war stark landwirtschaftlich geprägt, was durch die Erwähnung folgender Höfe und Weiler belegt ist: Horbach 1073, Oberfronrath 1112, Berensberg 1150, Geuchter Hof 1240, Mühlenbach 1241, Schönau 1280, Wilsberg, Ürsfeld und Biesenhecken 1290, Heyden 1288 (1303), Bank 1361, Forensberg 1365.
Die Burg Heyden kam 1361 als Pfand an die Grafen von Jülich. Herzog Wilhelm II. setzte Gothard von Bongart als Herrn auf Heyden ein und bildete aus den Orten Richterich, Horbach, Bank, Berensberg und Eygelshoven die Unterherrschaft Zur Heyden. Diese bestand bis zum Einmarsch der Franzosen 1794.
1524 tauchte erstmals schriftlich die Bezeichnung „Scheit“ auf, dabei handelte es sich um den Bereich der heutigen Südstraße, etwa ab Kaiserstraße bis zum Markt. Scheit bedeutet Grenze, aber auch Höhenrücken, in diesem Fall also zwischen dem Wurmtal im Osten und dem Amstelbach im Süden.
Später wurde das „Heydener Ländchen“ in folgende Quartiere aufgeteilt: Eygelshoven, Horbach, Richterich, Scheit (Scheid), Klinkheide und Bank. Wegen zunehmender Bevölkerung und dem Aufschwung des Kohlebergbaus wurden Scheid und Klinkheide zu je einem Quartier neben Pannesheide, Rumpen und Hasenwald (Berensberg) erhoben. Im 18. Jahrhundert setzte sich inoffiziell bereits der Name Kohlscheid (statt Scheit/d) durch.
Die Franzosen leiteten eine Neu-Organisation der Verwaltung ein: Aus der Herrschaft Heyden wurde die Gemeinde „Pannesheyd“; dazu gehörten Kohlscheid, Klinkheide, Pannesheide, Gracht, Kesseles, Rumpen, Berensberg und Hasenwald. Das Ganze wurde in das Département de la Roer eingefügt und gehörte in dieser Zeit zum Kanton Burtscheid.
Nach dem Wiener Kongress 1815 kam die gesamte Gegend zu Preußen. Der Landkreis Aachen wurde gegründet. Die genannten Orte legte man zur Bürgermeisterei Heyden zusammen. Ab 1849 wurden die Spezialgemeinden Pannesheide und Richterich eingerichtet, in Personal-Union von einem Bürgermeister in Richterich verwaltet und mit beigeordneten Bürgermeistern in den einzelnen Ortsteilen. Von 1886 bis 1905 war Freiherr von Broich zu Haus Schönau aus Richterich (ehrenamtlich) tätig. Seit 1904 hielt der Gemeinderat seine Sitzungen bereits in Kohlscheid ab. Wegen des Siedlungs-Schwerpunktes und des Sitzes von Bergbau und der übrigen Industrie (Nadeln, Zigarren) versuchte man seit 1905, eine Änderung des Gemeinde-Namens in Kohlscheid zu erreichen. Der Regierungs-Präsident gestattete im gleichen Jahr eine Verlegung des Sitzes des Bürgermeisteramtes für die Gemeinde Pannesheide nach Kohlscheid (Weststraße 44). Ab dem 3. April 1906 wurde Josef Lambertz als kommissarischer (hauptamtlicher) Bürgermeister eingeführt. Zu dieser Zeit begann man ebenfalls mit den Vorarbeiten zum Bau eines eigenen Rathauses. Dieses wurde in den Jahren 1907/08 in der Kaiserstraße nach Plänen des Aachener Regierungsbaumeisters Schmidt erstellt.
Am 16. Januar 1908 fasste der Gemeinderat den Beschluss, sich an den Minister des Inneren zu wenden, um die Umbenennung von Pannesheide in Kohlscheid zu erreichen. Der Kaiser stimmte am 29. September des gleichen Jahres zu.
1913 zogen die Hauptverwaltung und das Zentralbüro des Eschweiler Bergwerksvereins (EBV) von Eschweiler-Pumpe nach Kohlscheid um, da sich der Schwerpunkt der Kohleförderung des EBV vom Inderevier ins Wurmrevier verlagert hatte. Auf Kohlscheider Gebiet lag die Grube Laurweg, deren Kohleförderung 1955 eingestellt wurde. Das seit Jahren leerstehende ehemalige (und teilweise unter Denkmalschutz stehende) Hauptgebäude des EBV wurde im Mai 2023 durch einen Brand schwer beschädigt.
Am 1. Januar 1972 wurde die Gemeinde Kohlscheid durch das Aachen-Gesetz mit der bereits bestehenden Stadt Herzogenrath und der Gemeinde Merkstein zur neuen Stadt Herzogenrath zusammengeschlossen.

## Geographie

### Ortsteile
Kohlscheid teilt sich weiter auf in die Ortsteile mit den alten Flurnamen
- Bank
- Berensberg
- Dornkaul
- Feld
- Forensberg
- Hasenwald
- Kämpchen
- Kessels
- Kircheich
- Klinkheide
- Mitteluersfeld
- Mühlenbach
- Neu-Forensberg
- Pannesheide
- Roland
- Rumpen
- Schützenheide
- Schweyerhof
- Spidell
- Vorscheid
- Wilsberg

## Politik

### Wappen

Wappen von Kohlscheid

Blasonierung: „In Silber (weiß) geteilt durch einen schwarzen Balken, oben zwei, unten ein schwarzer aufrechter Hammer.“
Der Gemeinde Kohlscheid wurde 1936 durch den Oberpräsidenten des Rheinlandes in Koblenz ein Wappen verliehen. Es zeigt drei Schlägel als Symbole des Bergbaus. Der schwarze Balken ist abgeleitet vom Wappen der Herren von Broich, welche früher großen Einfluss in der Gegend hatten.

## Sehenswertes
Sehenswert ist die denkmalgeschützte Pfarrkirche St. Katharina.
Ferner der denkmalgeschützte Vierkanthof Gut Mühlenbach, wo die sechsteilige Serie Ein Hauch von Amerika gedreht wurde. Auf dem Hof verstarb 1625 der edle Ritter Johannes von Streithagen. Nach einem Brand wurde die vormalige Burg zwischen 1776 und 1782 zum heutigen Vierkanthof wieder neu aufgebaut.

## Sport

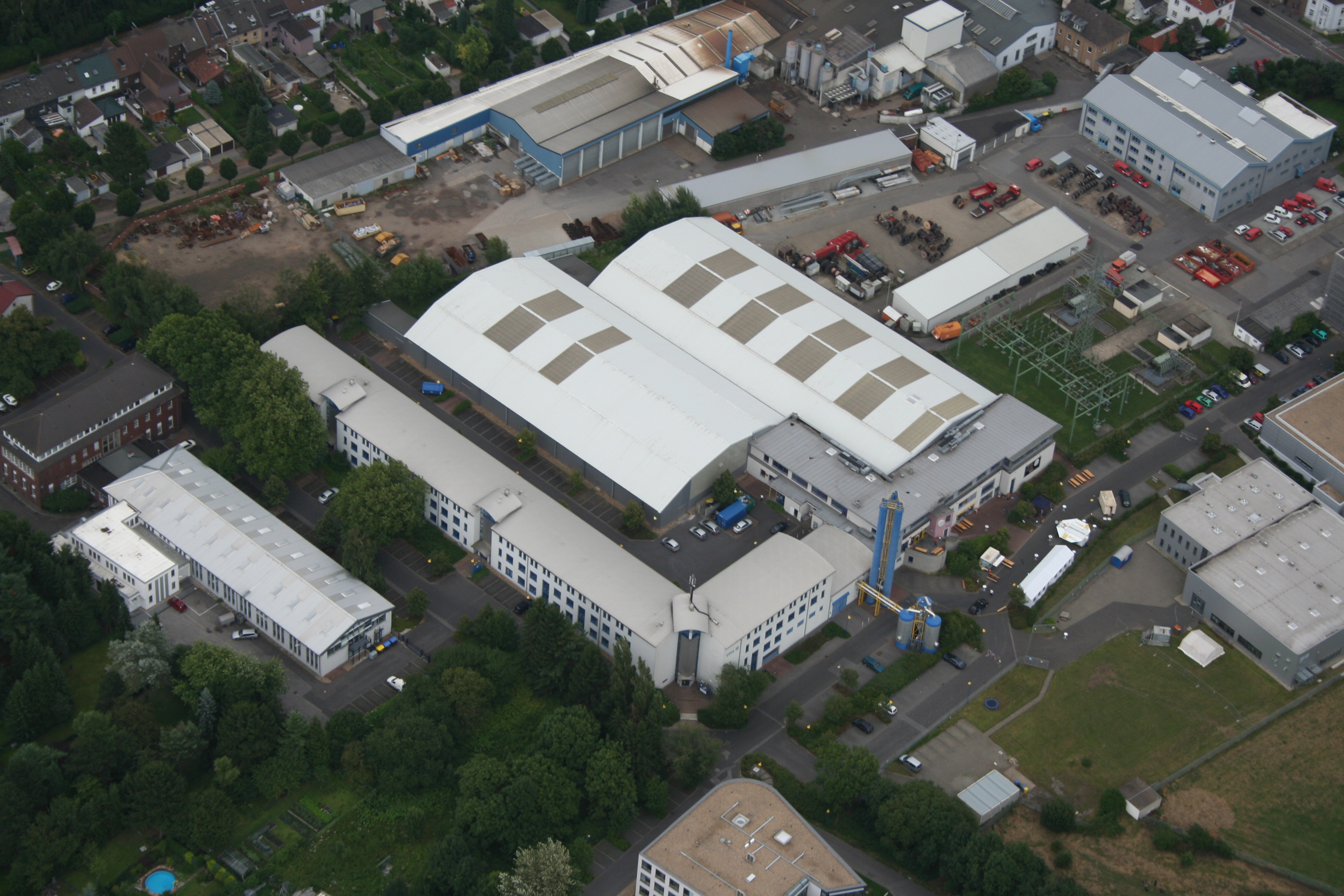
Indoor-Soccer- und Badmintonhalle in Kohlscheid

In Kohlscheid sind einige Fußballvereine ansässig. Diese sind im Einzelnen der Kohlscheider BC, der SV Kohlscheid und Grenzwacht Pannesheide. Im Bereich der Leichtathletik hat der Verein DJK Elmar Kohlscheid schon eine Reihe von Talenten hervorgebracht. Der Kohlscheider Schwimmclub 1973 bietet eine Reihe von Angeboten für die verschiedensten Leistungs- und Altersklassen an, allerdings ist die Ausübung des Schwimmsports seit dem Abriss der öffentlichen Schwimmhalle (Anfang 2017) nur noch sehr eingeschränkt möglich. Der Poolbillardverein Schwarz-Weiß Kohlscheid spielt seit 2010 in der 2. Bundesliga.

## St. Martinus Bogenschützen-Gesellschaft 1885 e.V.
Seit dem Jahre 1885 gibt es im Kohlscheider Ortsteil Klinkheide einen Schützenverein, in dem die Mitglieder mit einer historischen Armbrust auf eine 30 Meter hohe Stange schießen. Der Schützenverein hat zu den Weltkriegszeiten bereits eine eigene Vereinsgeschichte. Noch heute sind die St. Martinus Bogenschützen aktiv und auf der Suche nach neuen Vereinsmitgliedern. Traditionell findet jedes Jahr der Königsvogelschuss statt.

## Verkehr

### Fernstraßen
Die nächste Autobahnanschlussstelle ist Aachen-Laurensberg an der A 4.

### Busverkehr
Kohlscheids Busknotenpunkt ist Kohlscheid Weststraße, welcher von den AVV-Linien HZ2, WÜ1, 34, 47, 80 und 147 der ASEAG bedient wird. Des Weiteren durchfahren die ASEAG-Buslinien 17 und 27 den Kohlscheider Ortsteil Bank. Die ASEAG-Buslinie 54 durchquert Kohlscheid über die Südstraße und den Kohlscheider Markt. Diese Buslinien verbinden Kohlscheid mit Aachen, Herzogenrath, Laurensberg, Richterich und Würselen. Zusätzlich verkehren in den Nächten vor Samstagen sowie Sonn- und Feiertagen die Nachtexpresslinien N3 und N6 der ASEAG.
| Linie | Verlauf |
| ----- | --- |
| 17    | Aachen Bushof – Ponttor – Laurensberg – Richterich (→ Bank) – Horbach – Locht Zollmuseum |
| 27    | Brand – Gewerbegebiet Eilendorf Süd – Forst – Bf Rothe Erde – Frankenberger Viertel – Normaluhr – Theater – Elisenbrunnen – Aachen Bushof – Ponttor – Laurensberg – Niersteiner Höfe – Vetschau – Bank |
| 34    | (Kerkrade (NL) – Pannesheide (D)) / Kohlscheid Bf – Kohlscheid Weststr. – (Kohlscheid Markt –) Rumpen – Berensberg – Grüner Weg – Aachen Bushof – Elisenbrunnen – Theater – Normaluhr – Burtscheid Hauptstr. – Diepenbenden |
| 47    | (Brand –) Hüls – Kaiserplatz – Aachen Bushof – Ponttor – Laurensberg – Richterich – Kohlscheid Weststr. – Pannesheide – Straß – Herzogenrath Bf – Ritzerfeld – Merkstein |
| 54    | Diepenbenden – Burtscheid Hauptstr. – Normaluhr – Theater – Elisenbrunnen – Aachen Bushof – Eurogress – Soers – Berensberg – Rumpen – Kohlscheid Markt – Klinkheide – Pannesheide – Straß – Herzogenrath Bf – Herzogenrath Schulzentrum / Waldfriedhof / (Ritzerfeld – Merkstein – Industriegebiet Boscheler Berg)                                     |
| 80    | Uniklinik – Campus Melaten – Laurensberg – Richterich – Kohlscheid Weststr. – Klinkheide – Kohlscheid Markt |
| X47   | Expressbus: Aachen Bushof – Ponttor – Kohlscheid Weststr. – Pannesheide – Straß – Herzogenrath Bf – Ritzerfeld – Merkstein |
| HZ2   | Bardenberg Krankenhaus – Wilhelmstein – Wurmtal – Kohlscheid Markt – Weststraße – Kohlscheid Bf – Amstelbachtal – Bank – Pannesheide |
| WÜ1   | (Stadtbus Würselen) Euchen – Broich – Linden-Neusen – Vorweiden – Weiden – Gewerbegebiet Aachener Kreuz – Würselen – Kohlscheid – Kohlscheid Bf |
| N3    | Nachtexpress: nur in den Nächten vor Samstagen sowie Sonn- und Feiertagen Elisenbrunnen – Aachen Bushof (→ Ludwig Forum → Haaren → Verlautenheide → Würselen → Morsbach → Bardenberg) / (← Eurogress ← Berensberg ← Rumpen ← Kohlscheid Markt ← Klinkheide ← Pannesheide ← Straß) – Herzogenrath Bf – Ritzerfeld – Merkstein (← Boscheln ← Holthausen) |
| N6    | Nachtexpress: nur in den Nächten vor Samstagen sowie Sonn- und Feiertagen Aachen Bushof → Alter Tivoli → Berensberg → Rumpen → Kohlscheid Weststr. → Klinkheide → Kohlscheid Markt → Bardenberg → Morsbach → Würselen → Haaren → Liebigstr. → Aachen Bushof → Elisenbrunnen                                                                            |

### Schienenverkehr

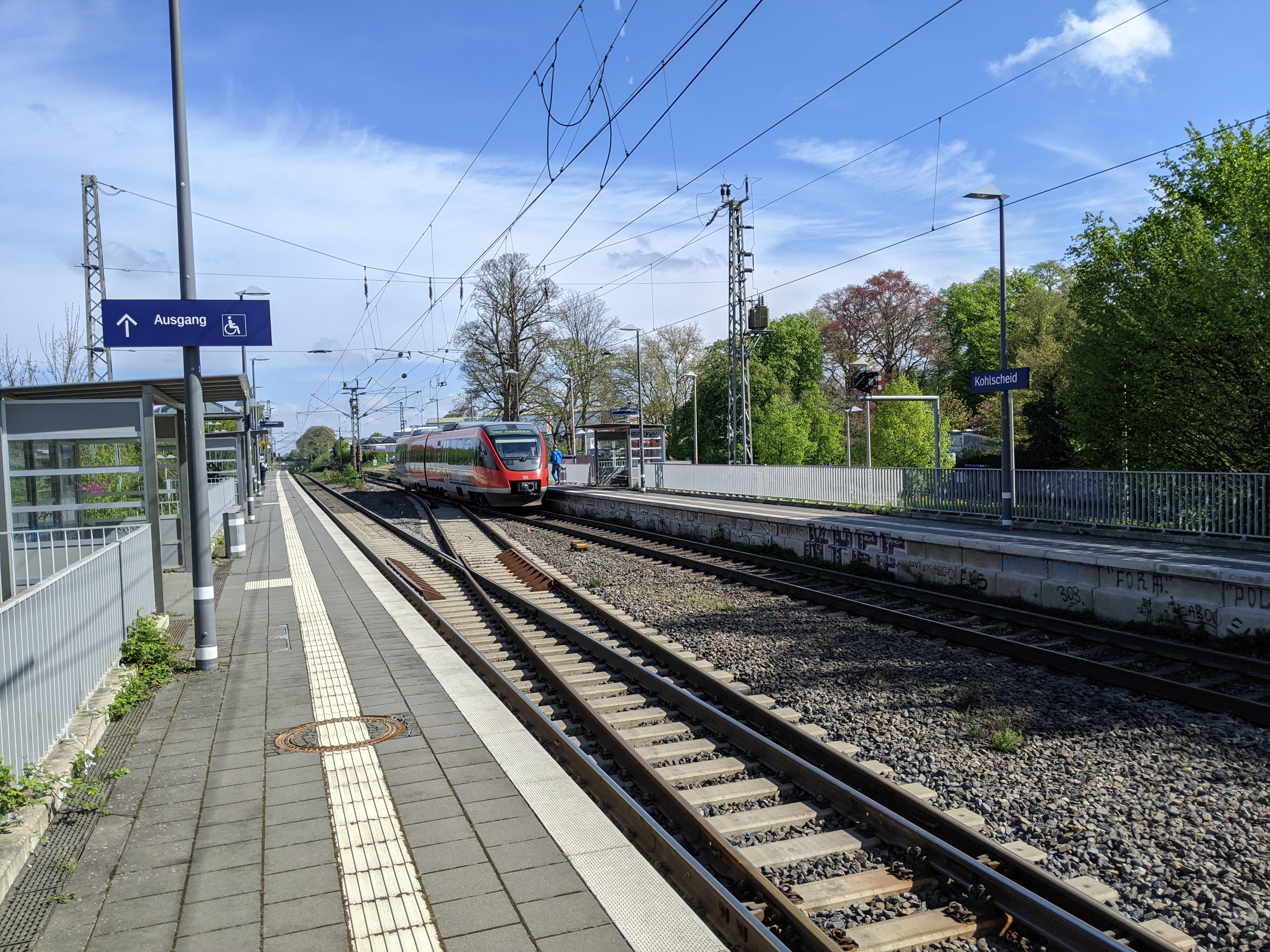
Bahnhof Kohlscheid, 2025

Der Bahnhof Kohlscheid ist ein Bahnhof der Preisklasse 6 an der Bahnstrecke Aachen–Mönchengladbach. Früher zweigte hier die Strecke nach Stolberg ab, die stillgelegt und abgebaut ist. Der Bahnhof hat vier Gleise; die beiden Außenbahnsteige liegen an den durchgehenden Hauptgleisen hinter den Ausfahrsignalen Richtung Herzogenrath. Das Fahrdienstleiterstellwerk Kf in Kohlscheid wird vom Fahrdienstleiterstellwerk Hf des Bahnhofs Herzogenrath ferngesteuert. Das Kohlscheider Empfangsgebäude wurde 1976 abgerissen. Für die Strecke von Stolberg hatte der Bahnhof die Streckenkilometrierung 12,2 und an der Strecke Aachen–Mönchengladbach liegt er bei Kilometer 11,5.
Der Bahnhof wird im Regionalverkehr von folgenden Linien angefahren:
| Linie | Linienverlauf | Takt                                                                           |
| ----- | --- | ------------------------------------------------------------------------------ |
| RE 4  | Wupper-Express: Aachen Hbf – Aachen Schanz – Aachen West – Herzogenrath – Kohlscheid – Übach-Palenberg – Geilenkirchen – Lindern – Hückelhoven-Baal – Erkelenz – Rheydt Hbf – Mönchengladbach Hbf – Neuss Hbf – Düsseldorf-Bilk – Düsseldorf Hbf Stand: Fahrplanwechsel Dezember 2023 | 6.03, 6.23 und 7.03 Uhr nach Düsseldorf 17.55, 18.55 und 19.54 Uhr nach Aachen |
| RB 20 | Euregiobahn: Stolberg (Rheinl) Hbf – Eschweiler-St. Jöris – Alsdorf-Poststraße – Alsdorf-Mariadorf – Alsdorf-Kellersberg – Alsdorf-Annapark – Alsdorf-Busch – Herzogenrath August-Schmidt-Platz – Herzogenrath-Alt-Merkstein – Herzogenrath – Kohlscheid – Aachen West – Aachen Schanz – Aachen Hbf – Aachen-Rothe Erde – Eilendorf – Stolberg (Rheinl) Hbf hier Flügelung; Zugteil 1: – Eschweiler-West – Eschweiler Talbahnhof/Raiffeisenplatz – Eschweiler-Nothberg – Eschweiler-Weisweiler – Langerwehe – Düren; Zugteil 2: – Stolberg (Rheinl) Hbf (Gleis 27) – Stolberg-Schneidmühle – Stolberg Mühlener Bahnhof – Stolberg-Rathaus – Stolberg-Altstadt (aufgrund von Hochwasserschäden fahren die Züge nur bis Stolberg Rathaus. Schienenersatzverkehr findet weiterhin zwischen Stolberg Hbf und Eschweiler Talbahnhof statt) Stand: 30. April 2023 | 60 min (Stolberg Hbf–St. Jöris–AL-Annapark) 30 min 60 min (Langerwehe–Düren)   |
| RB 33 | Rhein-Niers-Bahn: Zugteil 1: Essen-Steele – Essen Hbf – Essen West – Mülheim (Ruhr) Hbf – Mülheim (Ruhr)-Styrum – Duisburg Hbf – Duisburg-Hochfeld Süd – Rheinhausen Ost – Rheinhausen – Krefeld-Hohenbudberg Chempark – Krefeld-Uerdingen – Krefeld-Linn – Krefeld-Oppum – Krefeld Hbf – Forsthaus – Anrath – Viersen – Mönchengladbach Hbf – Rheydt Hbf – Wickrath – Herrath – Erkelenz – Hückelhoven-Baal – Brachelen – Lindern Zugteil 2: Heinsberg (Rheinl) – Heinsberg Kreishaus – Heinsberg-Oberbruch – Heinsberg-Dremmen – Heinsberg-Porselen – Heinsberg-Horst – Heinsberg-Randerath – Lindern Flügelung bzw. Zusammenführung: Lindern – Geilenkirchen – Übach-Palenberg – Herzogenrath – Kohlscheid – Aachen West – Aachen Schanz – Aachen Hbf Stand: Fahrplanwechsel Juni 2022                                                                   | 60 min                                                                         |

## Söhne und Töchter der Stadt
- Franz Wilhelm Ross (1838–1901), Privatbaumeister und staatlich geprüfter Maurermeister, bekannt wurde er für seine Berechnung der Alterswertminderung
- Eduard Linse (1848–1902), Architekt des Historismus
- Robert Brenner (1862–1935), Manager im deutschen Steinkohlenbergbau
- Franz Brenner (1863–1928), Manager im deutschen Steinkohlenbergbau
- Thaddäus Soiron (1881–1957), Franziskaner (OFM), Theologe und Hochschullehrer
- Heinrich-Josef Nelis (1894–1945), Hochschullehrer und SS-Funktionär
- Philipp Bremen (1909–1977), Politiker (CDU), Mitglied des Landtags von Nordrhein-Westfalen
- Wilhelm Schultheis (1923–2010), ehemaliger Bürgermeister der Gemeinde Kohlscheid und der Stadt Herzogenrath
- Erich Charlier (1924–2015), Pädagoge und Glasmaler
- Jacob Kremer (1924–2010), römisch-katholischer Priester, Theologe und Neutestamentler
- Kaspar Vallot (1925–2024), ehemaliger Chefredakteur der Aachener Nachrichten
- Hubert Hammers (1925–2012), Politiker und Ehrenvorsitzender des Kohlscheider BC 1913 e. V.
- Josef Aretz (1929–2012), Lehrer und Heimatforscher
- Josef Martinelli (* 1936), ehemaliger Spieler bei Alemannia Aachen, Mitglied der Vizemeister-Mannschaft 1968/69 der 1. Bundesliga
- Hans-Martin Küsters (1946–2014), deutscher Künstler (Fotografie) und Pädagoge
- Raymund Havenith (1947–1993), Pianist und Hochschullehrer
- Cornel Bücken (* 1951), Bildhauer, von 1968 bis 1975 Fahrer im Nationalkader des Deutschen Radsportbundes
- Gerard Kever (* 1956), Maler und Grafiker